# Nikon D40
La Nikon D40 y la Nikon D40x son los miembros más compactos de la familia de cámaras réflex de Nikon. Fue anunciada el 16 de noviembre de 2006, y actualmente está discontinuada. En comparación con su predecesora, la  D50, la D40 carece de varias características de la D50 al mismo tiempo que agrega otras y posee un precio menor (US$ 449,99 en abril de 2009 con un lente kit 18-55mm G-II). En la Nikon D40 solo es posible utilizar autofoco con objetivos de montura F con motor de enfoque interno, como los AF-S y AF-I.

## Características

### Función D-lighting

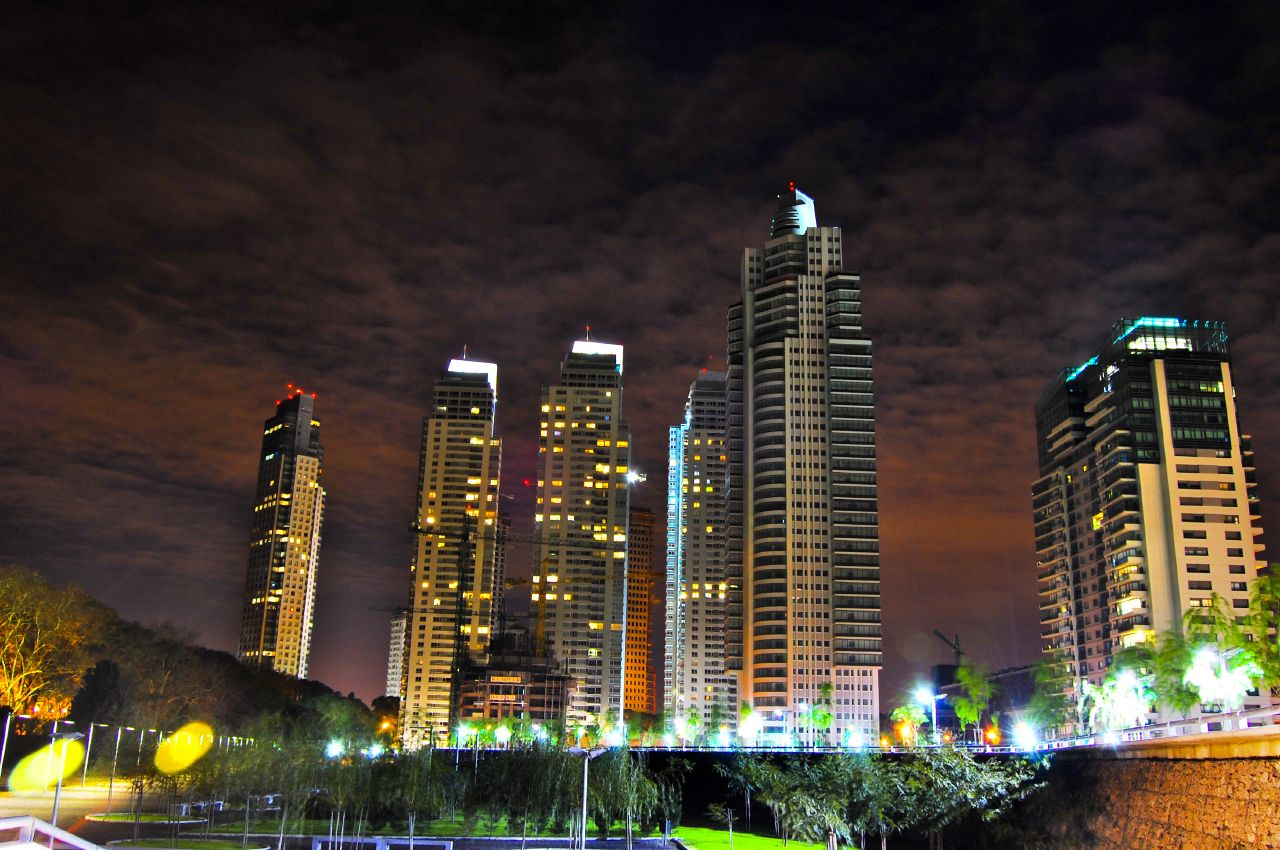
Foto procesada con D-lighting.

La función D-lighting ajusta la exposición de las distintas partes de una foto que puedan tener una exposición inadecuada aumentando o disminuyendo valores lumínicos de manera automática. Los resultados son fotos con mejor rango tonal aunque suelen presentar un aumento en la cantidad de ruido en la imagen.